# Ossory
Ossory (irisch Osraige, neuirisch Osraí, in älterer Orthographie Osraighe) war ein kleines mittelalterliches Königreich in Irland, das (mythisch) von etwa 150 n. Chr. bis (formell) 1541 bestand.

## Lage
Der Streifen des Königreichs Ossory lag zwischen den Königreichen Munster und Leinster. Das Land zog sich um die Mündung des River Nore östlich von Waterford in den Norden nach Kilkenny und weiter nach Norden in den westlichen Teil des heutigen County Laois um Borris-in-Ossory und Rathdowney. Die westliche und südliche Grenze bildete der River Suir und die östliche der River Barrow. Die Nordgrenze wurde durch die Slieve Bloom Mountains gebildet.

## Mythische Gründung
Ossory wurde durch Óengus Osrithe begründet. Er soll dessen erster König gewesen sein, dessen Lebensdaten im späten ersten oder frühen zweiten nachchristlichen Jahrhundert liegen sollen. Die überprüfbare Quellenlage ist dürftig. Zwar berichtet bereits Ptolemaios im zweiten Jahrhundert von dem Volk der Iverni, die wohl vor allem in der Provinz Munster lebte, und den Usdiae, Udiae oder Vodiae, die von der Namensbezeichnung auf das gälische Osraige (Volk der Hirsche) hindeuten. Die eisenzeitliche Hügelwallanlage Freestone Hill mag damals ein wichtiger Punkt gewesen sein.
Óengus Osrithes Sohn, Lóegaire Birn Búadach, regierte der Legende nach nach ihm das Land. Sie sollen die Stammväter des Clans der Dál Birn und später – ab normannischer Zeit – der Familie der Mac Giolla Phádraig (anglizisiert: Fitzpatrick) und der Familie der Ua Braonoin (O’Brennan) gewesen sein. Aus der Familie der Dál Birn soll auch der erste Bischof von Ossory, Ciarán of Saigir (der heilige Kieran), stammen.

## Mittelalter
Die Könige von Ossory waren lange Zeit Verbündete der Könige von Munster, möglicherweise in einem vasallenähnlichen Verhältnis. Unklar ist beispielsweise, ob die Corcu Loígde, die eigentlich Munster beherrschten, nicht auch Herren von Ossory in der Zeit zwischen dem fünften und siebten Jahrhundert gewesen waren. Eine gewisse Zeitenwende geschah zu Beginn des 7. Jahrhunderts, als die Eóganachta ihre Macht auf das Königreich Munster ausdehnten.
Unter der Herrschaft von Cerball mac Dúnlainge (Regierungszeit von 842 bis 888) gelang Ossory zu einer gewissen Bedeutung. Ohne Hochkönig zu sein, konnte er sich offensichtlich mit den einfallenden Wikingern arrangieren.
1103 brach das Königreich in einen nördlichen und südlichen Teil auseinander.
Mit der normannischen Invasion wurde das Königreich Ossory noch kleiner, es blieb aber bestehen.
Der letzte Herr über Ossory war Brían Mac Giolla Phádraig (1478–1575), der unter den Tudors 1541 den Titel eines Barons erhielt und sich Barnaby Fitzpatrick, 1. Baron Upper Ossory, nennen durfte. Damit ging das Königreich formell unter.